# Wolfgang Götz (Chorleiter)
Wolfgang Götz (geboren vor 1996 in Augsburg) ist ein deutscher Dirigent und Chorleiter, der seit 2008 in Salzburg lebt und arbeitet.

## Leben
Götz war Chorknabe bei den Augsburger Domsingknaben. Er studierte Chorleitung bei Kurt Suttner und Dirigieren bei Ulrich Weder und Sergiu Celibidache in München. Als Dirigent, Pianist und Studienleiter arbeitete er u. a. an den Stadttheatern von Passau und Baden, am Theater Basel, an den Städtischen Bühnen Wuppertal, der Opéra de Lille und dem Teatro La Fenice in Venedig. 1996 war er Assistent von Claudio Abbado bei den Osterfestspielen Salzburg. 2006 wurde er erstmals als Studienleiter von den Salzburger Festspielen verpflichtet. Im selben Jahr leitete er den Chor bei der ersten indischen Opern-Eigenproduktion von Puccinis Madama Butterfly am National Center of Performing Arts in Mumbai. Seit 2008 leitet er den Salzburger Festspiele und Theater Kinderchor, seit 2010 ist er in gleicher Funktion sowie als Studienleiter auch am Salzburger Landestheater engagiert.